# Kurt Wegner (Künstler)

Kurt Wegner

Kurt Wegner (* 27. August 1908 in Köln-Kalk, Deutschland; † 16. September 1985 in Järna, Schweden) war ein deutscher Künstler. Er arbeitet ab 1938 in Schweden.

## Leben
Seine Eltern waren die Fotografin Frida Wegner (geb. Münkel) aus Schwerte (Ruhr) und der Ingenieur Ernst Wegner aus Wolgast (Pommern). Kurt Wegner studierte in den 1920er-Jahren an den Kölner Werkschulen bei Richard Seewald.
Kurt Wegner war Mitglied des Nerother Wandervogels. Mit seinen Freunden unternahm er lange Wanderungen und begann dabei mit dem Fotografieren, Zeichnen und Malen.
Markante Lebensabschnitte waren:
- 1924 erste Italienfahrt.
- 1925 zweite Italienfahrt.
- im Frühling 1927 wohnte Wegner in Basel bei dem Violinisten Adolf Busch.
- 1927 erste Schwedenfahrt nach Dalarna.
- 1928–31 Kölner Werkschulen Klasse Richard Seewald
- 1928–29 arbeitete er im Hunsrück.
- 1929–38 arbeitete er in Düsseldorf und der Eifel.
- 1934 lebt Wegner den ganzen Sommer in einem Fäbod in Jämtland zusammen mit dem Freund Heinz Zech.
- 1938 heiratet er Britta Koraen, die Tochter der ersten ombudsman bei Jernkontoret: C. Axel Koraen.
- 1938–46 lebte Kurt im Exil in einem Häuschen (N 59° 9' 28.13" E 17° 24' 26.62") in Wald bei Nykvarn in Södermanland südlich von Stockholm. In diesen Jahren bekommen Kurt und Britta drei Töchter.
- 1946 Umzug in das Dorf Järna in derselben Gegend.
- 1985 Am 16. September stirbt Kurt Wegner. Er wird auf dem Friedhof bei Överjärna beerdigt.

## Freunde, Kollegen und Studienkameraden
- Hans Dieter Fleischhauer
- Heinz Ritter-Schaumburg
- Wolf Fleischhauer
- Heinrich Heinz Zech
- Pitt Kreuzberg
- der Bildhauer Jupp Rübsam (Vater von Peter Rübsam).
- Åke Fant
- Arne Klingborg
- Erik Abbi Asmussen architekt

## Studienkollegen Kölner Werkschule (Richard-Seewald-Klasse)
- Peter Straußfeld (Meisterschüler 1930)
- Helmut Schmitt
- Leni Moch
- Paul Wunsch
- Rudi Rhein (Meisterschüler 1929)
- Jupp Ruland
- Paul Waligora
- Albrecht Müller
- Wolfgang Schulte (Spitzname: Nilte)

## Werke
- 1927 Zeichnungen von Musikern: Rudolf Serkin, Adolf Busch und Gösta Andreasson
- 1937 Viehmarkt in Dinslaken in einem Jugendheim, Dinslaken, Deutschland
- 196x der einsame Mensch in Årstahemmet, Stockholm Schweden
- 196x Sternbilder in Kristofferskolan, Stockholm, Schweden
- 1985 Unser Täglich Brot in Ellen-Key-Skolan, Stockholm, Schweden unvollendet, von dem schwedischen Künstler Lars Bjursell fertiggestellt.